# 黒上晴夫
黒上 晴夫（くろかみ はるお、1959年5月21日 - ）は、日本の教育工学者。関西大学総合情報学部教授。

## 略歴
1983年：大阪大学人間科学部卒業。1983年：大阪大学人間科学部研究生。1984年：大阪大学大学院人間科学研究科博士前期課程（教育学専攻）入学。1986年：同課程修了。1986年：大阪大学大学院人間科学研究科博士後期課程（教育学専攻）入学。1989年：博士後期課程単位取得退学。1989年：大阪大学人間科学部技官。
1990年：国際協力事業団よりケニアに派遣（人口家族計画啓蒙教材作成専門家）。
1990年：大阪大学人間科学部教育技術学講座助手。1992年：大阪大学人間科学部教育システム工学講座助手。
1993年：金沢大学教育学部附属教育実践研究指導センター助教授。1999年：金沢大学教育学部附属教育実践総合センター助教授。
2002年：関西大学総合情報学部教授（現職）。

## 主な社会貢献活動[1]
- 文部科学省「情報教育の推進等に関する調査研究（高等学校）」委員（2014–2015年）[1]
- 文部科学省「調査問題開発等委員会」委員（2014–2015年）
- 文部科学省「情報活用能力調査に関する協力者会議」委員（2014–2015年）
- 文部科学省「情報教育の推進等に関する調査研究事業」調査分析等委員会委員（2013–2014年）
- 文部科学省「情報教育推進調査研究協力者会議」副主査（2012–2013年）
- 文部科学省「教育の情報化に関する懇談会」情報活用能力ワーキンググループ委員（2010–2011年）
- 文部科学省「学習指導要領改善協力者（総合的な学習の時間）」委員（2007–2009年）
- 文部科学省「デジタル放送教育活用促進協議会」企画委員会・特別委員（2005–2007年）
- 文部科学省「オープンリサーチセンター整備事業（知識ネットワーク基盤センター）」研究代表者（2003–2007年）
- NHK「日本賞」審査委員（2005年、2008年）
- 吹田市立古江台中学校 評議員（2004–2014年）
- NPO法人「学習創造フォーラム」代表（2004年）
- 日本教育メディア学会 副会長（〜2012年）、事務局長（2009–2012年）、理事（2001年）
- 日本教育工学会 理事（2002年）、評議員（2001–2002年）、研究会委員長（2005年）、大会企画委員（1996年、1998年ほか）
- 日本教育工学研究協議会 常任理事（2010年）、理事（1994年）
- 金沢市 IT化推進戦略会議 委員（2004年）
- 石川県「学校教育振興ビジョン」策定委員（2004年）
- 大阪ICT活用モデル事業 主査（2012年）

## 主な著書
- 『子どもの思考が見える21のルーチン：アクティブな学びをつくる』［監訳］（2015年）
- 『多元的知能の世界 ― MI理論の活用と可能性』［監訳］（2003年）
- 『教育技術MOOK 考えるってこういうことか！「思考ツール」の授業』［編著］（2013年）
- 『教育技術MOOK 思考ツールでつくる 考える道徳』［編著］（2019年）
- 『こうすれば考える力がつく！中学校 思考ツール』［編著］（2014年）
- 『田村学・黒上晴夫の「深い学び」で生かす思考ツール』［編著］（2017年）
- 『教育目標をデザインする：授業設計のための新しい分類体系』R.J.マルザーノほか［監訳・解説］（2013年）
- 『プログラミング教育導入の前に知っておきたい思考のアイディア』［編著］（2017年）
- 『単元縦断×教科横断――主体的な学びを引き出す9つのステップ』［共著］（2020年）

- 『GIGAスクール構想で進化する学校、取り残される学校』［共著］（2021年）